# ناحیه کنیتلفلد
ناحیه کنیتلفلد (به آلمانی: Knittelfeld District) یک شهرستان‌های اتریش و شهرستان و تقسیمات کشوری سابق در اتریش است که در اشتایرمارک واقع شده‌است. ناحیه کنیتلفلد ۲۹٬۶۶۱ نفر جمعیت دارد.